# La Mésange
La Mésange est un film français réalisé par Catherine Corsini, sorti en 1982.

## Synopsis
C'est l'histoire d'un homme, François, qui tombe sous le charme d'une charmante demoiselle. Malheureusement, cette dernière ne l'a pas remarqué. De plus, François est un homme dépressif…

## Fiche technique
- Titre : La Mésange
- Titre original : La Mésange
- Réalisation : Catherine Corsini
- Scénario : Catherine Corsini
- Production : GREC
- Photographie : Bruno Pivat
- Son : Charles-Tony Barrauld
- Montage : Maureen Mazurek
- Pays d'origine :  France
- Tournage : France
- Format : Couleur – 16 mm – 1,35:1 – Son : Dolby Digital
- Genre : Court métrage
- Durée : 11 minutes
- Date de sortie : 1 janvier 1982

## Distribution
- Éric Frey : François
- Françoise Fouquet : Maïa Kovska
- Dominique Reymond : la fille maltraitée au bar
- Luc-Antoine Diquerot
- Jean-François Torre
- Gwenolé Laurent
- Jean-François Bahon
- Pierre Vial
- Marthe Moudiki Moreau
- Catherine Corsini : la copine de François, comédienne